# 塚越賢爾
塚越 賢爾（つかこし けんじ、1900年11月8日 - 1943年7月7日以降（1945年5月4日戦死認定））は、日本の飛行家。航空機関士。1937年の朝日新聞社による神風号飛行により、同僚の飯沼正明操縦士とともに一躍日本の空の英雄となったが、太平洋戦争中に軍務に従事中消息を絶った。

## 生涯

### 前半生
塚越賢爾は1900年11月3日、東京市麹町区で弁護士・検事の塚越金次郎（群馬県倉渕村（現・高崎市）出身）とイギリス人エミリー・セイラ・ボールドウィンの長男として生まれた。金次郎は倉渕村から上京し、明治法律学校卒業を経て弁護士資格を取得。1898年からイギリスに留学し、その最中に看護婦をしていたエミリーと知り合い結婚した。馴れ初めの事情は定かではない。
2人は帰国後、賢爾が産まれる直前に婚姻届を提出した。賢爾が産まれた3年後には妹フローレンスが産まれたが、フローレンスは11歳のとき、仏英和女学校在学中に亡くなった。エミリーは、来日後は英語教師をしていたが、賢爾が進学年度に達しようかとする時、賢爾とフローレンスを連れて突然イギリスに帰国し、さらに2人を孤児院に預けたまま行方不明となった。賢爾とフローレンスはエミリーを探してイギリスに来た金次郎に連れられて帰国したが、この騒動で小学校入学が一年遅れた。
暁星小学校、暁星中学を卒業後、早稲田工業に入学。1924年、第1回逓信省航空局委託機関学生に応募し合格、第一期生となった。この機関学生時代から朝日新聞社訪欧飛行計画の手伝いをするなどをして、朝日新聞との縁が出来る。1927年、賢爾はその朝日新聞社に入社し、航空部に配属され同社専属の機関士となった。のちに大阪朝日新聞に移り、鳴尾村に引っ越した。
1935年4月に、当時は日本統治下にあった台湾で新竹・台中地震が起きた際には、飯沼と組んで台北から大阪まで、被災の模様を伝える記事原稿と写真を空輸した。

### 神風号

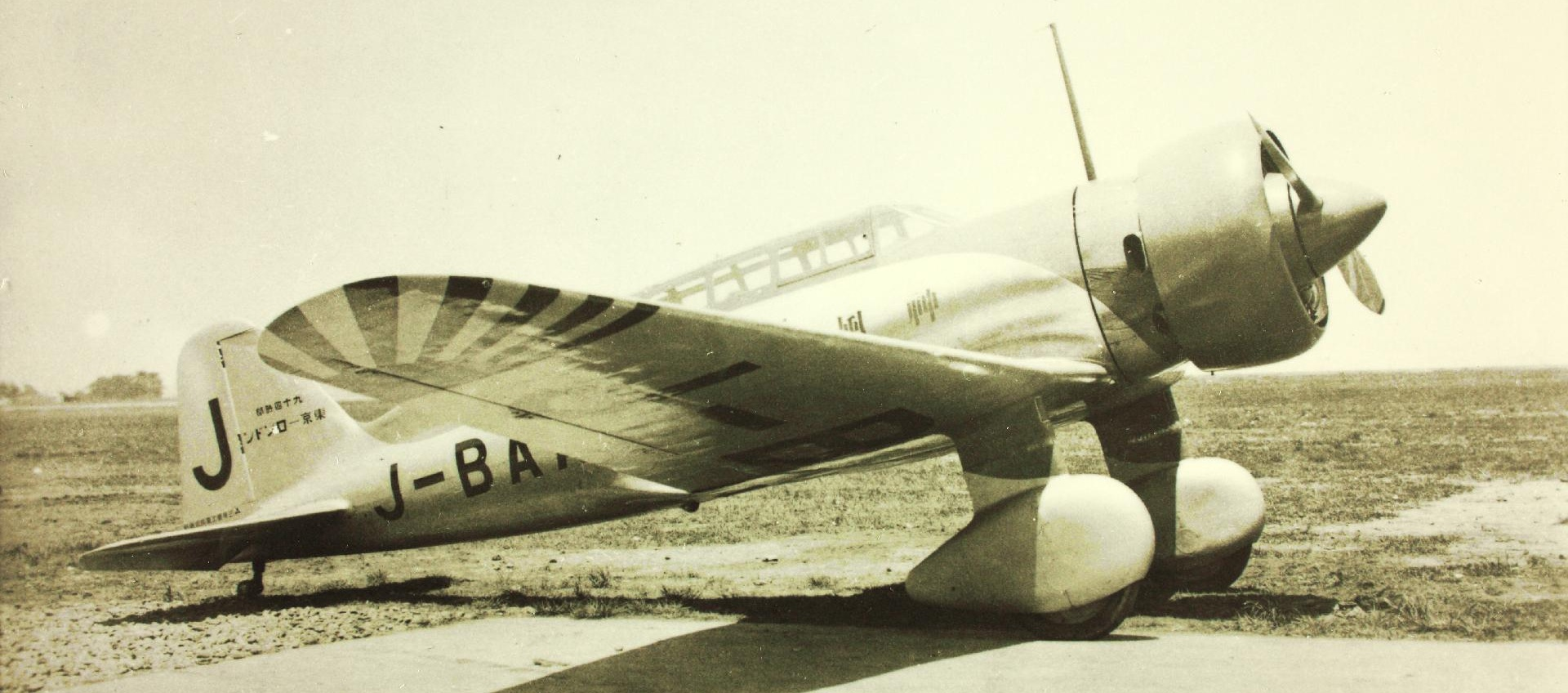
神風号

1937年、朝日新聞社では5月12日にロンドンで行われるジョージ6世の戴冠式奉祝の名のもとに、亜欧連絡飛行を計画し、本機の試作2号機を払い下げるよう陸軍に依頼した。当時、日本とヨーロッパを結ぶ定期航空路はなく、また東京からロンドンへの飛行は逆風であり、パリ-東京間100時間を賭けるフランスの試みも失敗を繰り返していた。陸軍からの了承も得て、機体愛称としては公募した中から「神風」が選ばれた。
ただし、イギリス政府による飛行許可自体はなかなか下りず、時の吉田茂駐英大使も「公式行事輻輳する折柄、此の種の飛行一つを認むるとせば、他国よりも多数申出あるべく、混雑する恐れありとし体よく断わり来り」との報告電を発信していた。その一方で、日本では神風号搭乗員の人選が行われており、秦郁彦は、賢爾に神風号搭乗員の内示が出たのは1937年正月ごろとしている。
しかし、賢爾自身は思うところあってか、この任務を辞退しようとしていた。この頃、父の金次郎が病床に臥せっており、賢爾が神風号搭乗員に選ばれたことを喜んでいたので、賢爾から辞退の意向を告げられた際には激怒し、薬断ちを行った後亡くなった。
4月6日、神風号は立川飛行場を出発。ヴィエンチャン、カルカッタ、カラチ、バグダッド、アテネなどを中継する、15,357キロメートルの距離を94時間17分56秒の飛行の後、ロンドンに到着した。賢爾と飯沼はクロイドン空港に到着した時点から一躍人気者となり、親善訪問したヨーロッパ各地（ベルギー・ドイツ・フランス・イタリア）で大歓迎された。5月21日に帰国後も賢爾、飯沼両名に対する歓迎の嵐は止まず、山のような祝賀行事に加え、昭和天皇への拝謁なども行われた。神風号の快挙で、賢爾本人のみならず一家も全国的な有名人となっていた。
神風号の快挙から程なくして日中戦争が勃発。賢爾と飯沼はそれぞれ別の搭乗員と組むようになった。賢爾は東京本社に戻り、日本と中国大陸を往復する日々が続いた。またこの頃、大森の亡き父金次郎の土地に移った。1940年、新開発のA-26（陸軍機としての称号はキ77）による東京 - ニューヨーク親善飛行が計画され、この計画の要員の中には賢爾と飯沼の名前もあった。1941年に計画された飛行が実現すればコンビ復活だったが、同年秋に日米関係の悪化により計画は中止。飯沼は太平洋戦争開戦3日後の12月11日、陸軍の軍務で立ち寄ったプノンペンの航空基地で九八式直協偵察機のプロペラにはねられて死亡し、神風号のコンビはついに復活することはなかった。飯沼は、その直前に偶然、出先で賢爾と顔を合わせたばっかりだった。

### キ77
太平洋戦争開戦で一旦開発が中止になったキ77は、1942年春に開発が再開され、賢爾も改修に加わった。キ77の1号機は9月には完成し、11月18日に初飛行を行った。その後も各種試験に従事し、賢爾らの計測によりキ77は15,000キロメートルの飛行は確実に行えるとの結論に達した。
1943年に入り、東條英機首相の肝いりにより、キ77によるドイツ無着陸飛行が計画されるようになった。計画のそもそものきっかけは、1942年7月にイタリアのサヴォイア・マルケッティ SM.75機が、ローマからクリミア半島、包頭経由で来日したことである。しかし、このイタリア機はソ連領をかすめて飛ぶという、ソ連を刺激しかねないコースで飛来した。それでも、この「事件」がきっかけとなって日独連絡飛行がいくつか計画されることとなり、そこにキ77が投入されることとなった。ただし、イタリア機の一件を気にしてか、東條は最短コースでの飛行を良しとしなかったため、連絡飛行はすべてインド洋経由で計画されることとなった。計画自体も民間機として行われ、これも東條の意向だった。陸軍が朝日新聞に計画を打ち明けた後、朝日新聞では関係者が幹部に相談した末、計画を承諾し陸軍に回答した。
計画の実行に際し、朝日新聞からはベテラン飛行士が集められ、その中には賢爾の名前もあった。キ77はシンガポールからクリミア半島のサラブスに向かうルートで飛行することとなり、使用機には2号機が選ばれた。インド洋方面の天候や敵情には重大な懸念があったため、賢爾以下の搭乗者は便乗者も含めて全員が万一の際の自決用として青酸カリを携行した。
6月30日、賢爾以下が乗ったキ77は福生飛行場を出発。シンガポールに到着後、一週間かけて整備を行い、7月7日6時10分、わずかな陸軍関係者と2名の朝日新聞関係者に見送られてキ77は飛び立った。朝日新聞関係者のうち、南方軍に徴用されていた進藤次郎は賢爾と親しく、手を握って「成功を祈るぞ」と声をかけ、これに対し賢爾は何も語らず、笑みを浮かべてうなずいた。キ77はやがて関係者の視界から消えていったが、キ77はそのまま消息を絶った。キ77の喪失原因はいまだに分かっていない。7月10日までの間に、キ77が予定期日にサラブスに姿を見せなかったこと、これに関して大本営がドイツや中立国、諜報組織などを通じて情報収集に当たったが、手がかりがつかめなかったことが事実として残っている。
1945年5月4日、賢爾以下キ77搭乗員の戦死が認定され、翌日の朝日新聞も戦死を公表した。7日には築地本願寺で陸軍航空本部主催の葬儀が行われ、後日、多磨霊園でも朝日新聞社葬が執り行われた。奇しくも多磨霊園は、父・金次郎と妹・フローレンスが埋葬されている霊園である。

## 家族
妻と息子2人・娘2人がいた。
妻の麓は家族の中で唯一、ドイツ無着陸飛行の話を打ち明けられた。
長男の塚越恒爾（1931年 - 2016年）は横浜国立大学からNHKに入局、アナウンサーを長く務め、定年退職後は児童文学作家としても活動した（詳細は本人の項を参照）。また次男の貞爾（1937年 - ）もNHKに入局、こちらはカメラマンを務めた後イラストレーターとなり、恒爾の作品の挿絵も手掛けている。
長女と次女は、2人とも朝日新聞航空部の人物と結婚した。

## 人物・エピソード
静と動、陰と陽の関係ではないが、賢爾は神風号でコンビを組んだ飯沼とは対照的な性格だった。神風号関連の行事では、常に飯沼を前面に立てて「影」に徹した。口数も、飯沼と比較すると少ないほうだったが、話さえ弾めば長時間喋る事もあった。飯沼はそんな賢爾を「塚越さん」と呼んで慕い、「研究家で勉強家で、おそらく乗務員の機関士としては日本一であろう」と称えた。
「生涯」の項で記したとおり、賢爾は日本人とイギリス人の混血である。賢爾自身が混血であることをどれだけ意識していたかは、確かな資料はない。少なくとも、生前に関しては混血であることは極秘事項とされ世間には公表されず、神風号飛行の頃から噂話程度に知られていた程度だと考えられる。秦は「想像するに」と前置きした後で、戦前における「日本社会における混血」を特殊な目で見る風習が残っていたことを公表されなかった理由とし、長男の恒爾も「あんな時代でしたから」とした上で、一部ではドイツ人との混血とも言われたことがあったとしている。容貌が容貌だったせいか、日中戦争時に北京へ向かう際、査証発給が止められた事もあった。
プライヴェートでは、恒爾の回想によると、家にいるときは和服、特に大島紬を好んだ。また、中国大陸に行った際には、上海租界などで知った料理を家に持ち帰っては振舞っていた。
神風号飛行の成功で、日産自動車から賢爾にダットサン・フェートンが贈られた。しかし、この頃の賢爾は自動車運転免許を持っていなかった。そこで、警察に相談しに行くと、「操縦士免許を持っている塚越さんが自動車を運転できないはずがない」という理由で、あっさりと運転免許が発行された。こうして運転免許を取得した賢爾は、しばしば一家で武庫川沿いをドライブするようになった。肝心の自動車運転の腕前に関しては、恒爾によれば「危なっかしく、クラクションを鳴らしながら走りました」。